# Gauchin-Verloingt
Gauchin-Verloingt ist eine französische Gemeinde mit 781 Einwohnern (Stand 1. Januar 2022) im Département Pas-de-Calais in der Region Hauts-de-France. Sie gehört tzm Arrondissement Arras, zum Kanton Saint-Pol-sur-Ternoise und zum Gemeindeverband Ternois.

## Lage
Die Gemeinde Gauchib-Verloingt liegt im Artois am Fluss Ternoise, 38 Kilometer westnordwestlich von Arras. Nachbargemeinden von Gauchin-Verloingt sind Troisvaux im Nordosten, Saint-Pol-sur-Ternoise im Osten, Ramecourt im Süden, Croix-en-Ternois im Südwesten sowie Hernicourt im Nordwesten.

## Bevölkerungsentwicklung
| Jahr                       | 1962 | 1968 | 1975 | 1982 | 1990 | 1999 | 2006 | 2016 | 2022 |
| -------------------------- | ---- | ---- | ---- | ---- | ---- | ---- | ---- | ---- | ---- |
| Einwohner                  | 383  | 396  | 465  | 592  | 801  | 825  | 908  | 846  | 781  |
| Quellen: Cassini und INSEE |      |      |      |      |      |      |      |      |      |

## Sehenswürdigkeiten

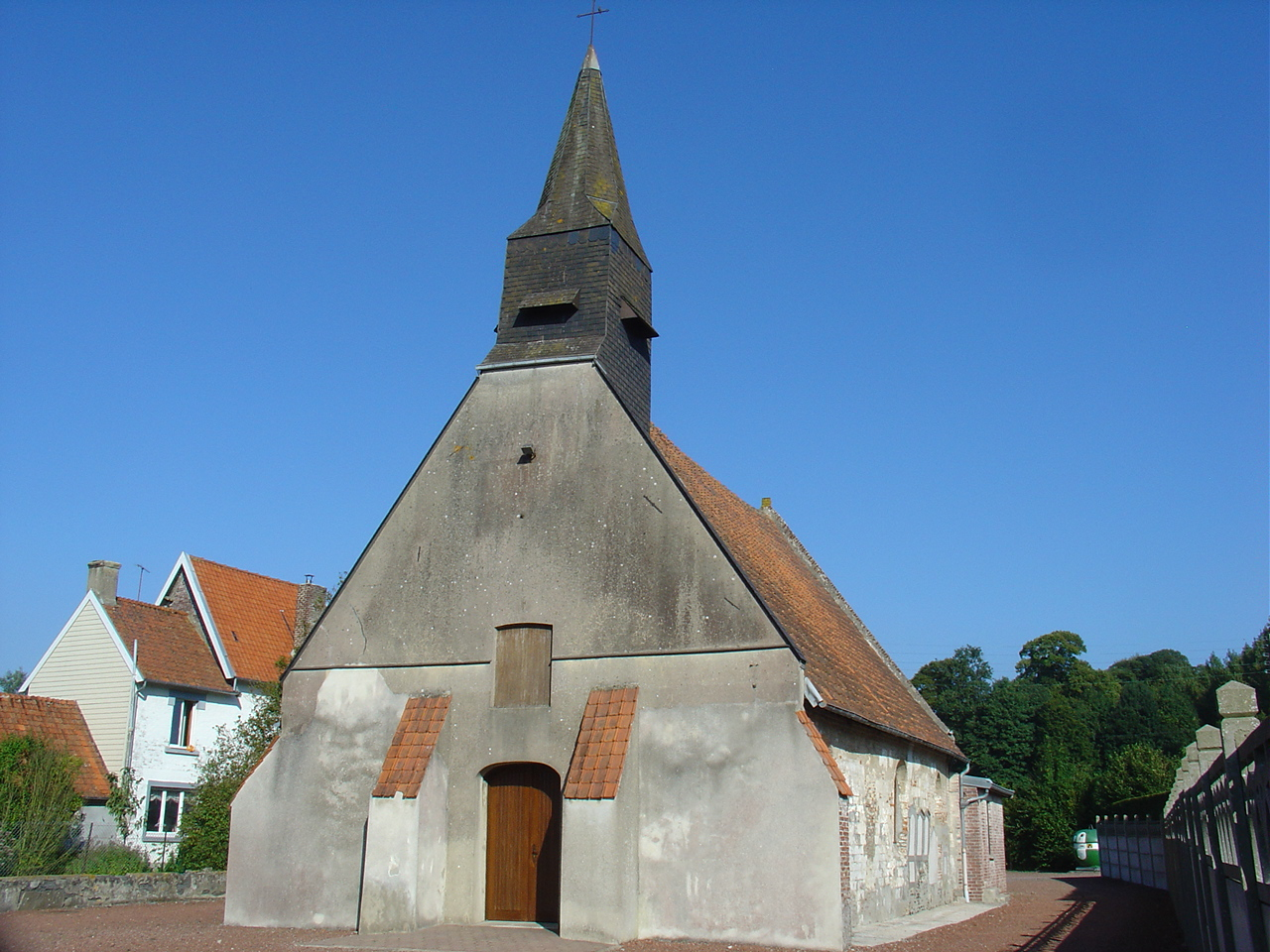
Kirche Saint-Vaast
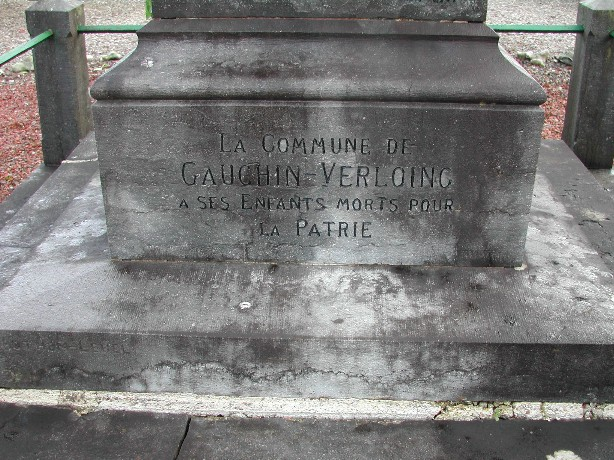
Gefallenendenkmal

- Kirche Saint-Vaast
- Gefallenendenkmal